# Chief Quality Officer
Der Chief  Quality Officer (CQO) oder Quality Manager leitet die Qualitätssicherung. Die Verantwortung in einem Unternehmen für das Qualitätsmanagement liegt jedoch beim Chief Executive Officer (CEO).  Aus diesem Grund berichtet der CQO typischerweise direkt an den CEO. In einigen Unternehmen ist der CQO auch Mitglied des Vorstands.

## Aufgaben
- Qualitätszielsetzung
- Verantwortung der verschiedenen Methoden zur Unterstützung und Verbesserung der Qualität
- Den Qualitätszielen folgen und deren Einhaltung kontrollieren